# Prionota serraticornis
Prionota serraticornis är en tvåvingeart som först beskrevs av Enrico Adelelmo Brunetti 1911.  Prionota serraticornis ingår i släktet Prionota och familjen storharkrankar. Inga underarter finns listade i Catalogue of Life.